# Sinistra Democratica (Grecia)
Sinistra Democratica  (in greco: Δημοκρατική Αριστερά, Dimokratiki Aristera; IPA: [ðimokɾatiˈci aɾisteˈɾa]), anche conosciuto con il solo acronimo di DIM.AR. (in greco: ΔΗΜ.ΑΡ.), è stato un partito politico greco d'ispirazione socialista democratica e socialdemocratica.

## Storia
Sinistra democratica fu fondata il 27 giugno 2010 quando i parlamentari dell'ala rinnovatrice della coalizione Synaspismós, composta da Fotis Kouvelis, Thanasis Leventis, Nikos Tsoukalis, e Grigoris Psarianos facenti parte di SYRIZA, uscirono durante il sesto congresso del partito. Questi vennero seguiti da più di 550 attivisti. Nella seguente congresso dell'ala di rinnovamento, 170 membri furono eletti al comitato nazionale del nuovo partito.
La prima assemblea della Sinistra Democratica si tenne dal 31 marzo al 3 aprile 2011, quando venne eletto Fotis Kouvelis leader del movimento con il 97,13% delle preferenze. Il 22 marzo 2012, grazie all'arrivo di un nuovo parlamentare dal PASOK, che fece raggiungere il numero totale di 10 parlamentari al movimento, il partito ebbe la possibilità di formare un gruppo parlamentare. Il 22 marzo 2012 anche il partito Liberi cittadini si è unito a Sinistra democratica.
Alle elezioni parlamentari del maggio 2012, il partito ha raccolto il 6,1% delle preferenze, che gli danno diritto a 19 seggi parlamentari. Alle elezioni parlamentari del giugno 2012, il partito ottiene il 6,26% dei consensi, aggiudicandosi 17 seggi del Parlamento Ellenico. Tra il 20 e il 21 giugno, Antōnīs Samaras, leader di Nuova Democrazia, annuncia la formazione di un nuovo governo con l'appoggio esterno dei deputati di DIMAR. Il partito però ritira l'appoggio all'esecutivo dopo la chiusura di ERT.
Nelle elezioni europee del 2014 il partito crolla all'1,2%.
Alle elezioni del gennaio 2015 non ottiene nessun seggio, poiché ottiene solamente lo 0,5% pur alleandosi coi Verdi, e Kouvelis lascia la guida del partito.
Tuttavia alle elezioni anticipate del settembre 2015 DIMAR, ora guidato da Thanasis Theocharopoulos, decide di presentarsi in lista unica col PASOK. Tale coalizione, col 6,3%, ottiene 17 seggi: uno va a DIMAR.

### Il Movimento per il Cambiamento
Il 27 novembre 2017 la presidente del PASOK Fofi Gennimata annuncia la creazione di una nuova alleanza di centrosinistra chiamata Movimento per il Cambiamento (KINAL). Al progetto aderiscono PASOK, KIDISO, DIM.AR. e To Potami.
L'alleanza viene ufficialmente fondata il 16 marzo 2018.